# Chronologie des télescopes, observatoires et la technologie d'observation
Cette page traite de la chronologie des moyens d'observations de l'espace, sur Terre puis dans les airs (voir Chronologie des satellites artificiels et sondes spatiales pour une chronologie plus détaillée dans les airs).
Voir aussi : télescope, observatoire astronomique.

## Premiers moyens d'observation

### observations pré-télescopiquesà l'œil nu.
- LXXVe siècle av. J.-C. - Le siècle av. J.-C. : premiers sites astronomiques à Zorats Karer, Nabta Playa, Stonehenge et Goseck,
- 927 : date estimée de fabrication du plus ancien astrolabe étant parvenu jusqu'à nos jours.
- 1252 : fin de l'élaboration des tables Alphonsines (d'après le roi Alphonse X de Castille) par les plus grands astronomes de l'époque. Elles contiennent nombre d'informations sur le mouvement des astres mais sont encore influencées en grande partie par des idées religieuses.
- 1420 : début de la construction de l'observatoire de Samarcande par le prince Ulugh Beg. Cet observatoire sera actif jusqu'en 1437 et permettra en particulier de réaliser un catalogue de plus de 1000 étoiles, le premier depuis Ptolémée et le plus complet jusqu'à Tycho Brahe.
- 1471 : Johann Müller fonde l'observatoire de Nuremberg.

## XVIesiècle
- 1576 : Tycho Brahe entreprend dans la petite île de Ven près de Copenhague au Danemark, Uraniborg la construction du château et observatoire d'Uraniborg (« Palais d'Uranie » ou « Palais des Cieux »), qui peut être considéré comme le premier observatoire Européen. Cependant jusqu'à l'invention de la lunette astronomique toutes les observations ont lieu à l'œil nu.
- 1584 : Achèvement de l'observatoire d'Uraniborg.

## XVIIesiècle
- 1609 : Galilée met au point le prototype de sa lunette astronomique (permettant de grossir six fois sans déformation) et commence ses travaux d'observation du système solaire
- 1672 : Isaac Newton présente le premier télescope, c'est-à-dire un système d'observation formé de miroirs, à la Royal Society de Londres. Ses modèles sont tous faits en métal poli.

## XVIIIesiècle
- 1724 : Le râja Jai Singh II termine le premier de ses cinq observatoires aux instruments monumentaux à Delhi.
- 1774 : Ramsden met au point la monture équatoriale. Dorénavant les instruments d'observation pourront compenser le mouvement de rotation de la terre, ce qui facilitera grandement tous les travaux d'observation.

## XIXesiècle
- 1845 : Foucault et Fizeau obtiennent le premier daguerréotype représentant le Soleil. Cette date peut donc être considérée comme le point de départ de l'utilisation de la photographie en astronomie, pour la première fois des observations peuvent être directement conservées.
- 1846 : Johann Galle découvre la planète Neptune, en suivant les indications données par Urbain Le Verrier

## XXesiècle
La configuration télescope prend définitivement le pas sur la lunette astronomique, à cause des problèmes de flexion qui font apparaître trop d'aberrations optiques.
- 1909 : Aymar de la Baume Pluvinel est le premier à photographier des surfaces planétaires (lumière monochromatique).
- 1917 : Mise en service du télescope de 2,54 mètres de diamètre du Mont Wilson, le plus grand du monde à l'époque.
- 1928 : Humason met ses méthodes photographiques et spectrométriques au service des travaux de Hubble sur la distance des galaxies.
- 1930 : Invention du coronographe par Bernard Lyot et application aux observations solaires. Ce dispositif permet d'occulter la partie centrale d'un objet et ainsi d'observer uniquement son pourtour.
- 1930 : Bernhard Schmidt réalise un prototype de télescope à grand champ.
- 1935 : Lyot réalise le premier film montrant le mouvement des protubérances solaires.
- 1936 : invention de la caméra électronique par André Lallemand.
- 1936 : Grote Reber crée le premier modèle de radiotélescope.
- 1948 : Harold et Horace Babcock effectuent les premières mesures du champ magnétique solaire à l'aide d'un magnétophone qu'ils ont eux-mêmes fabriqué.
- 1948 : mise en service du télescope de 5,08 mètres de diamètre du Mont Palomar, alors le plus grand du monde.
- 1957 : le premier satellite artificiel de l'histoire, Spoutnik 1, est lancé par l'Union soviétique, posant le premier jalon des futurs télescopes spatiaux.
- 1959 : la face cachée de la Lune est observée par la première fois par la sonde Soviétique Luna 3.
- 1960 : Kuiper publie un atlas photographique de la Lune.

### Années 1960
C'est le développement massif des radiotélescopes, qui se présentent sous la forme d'immenses antennes de métal. Ils permettent d'avoir accès à des rayonnements de longueur d'onde de l'ordre du millimètre et au-delà.
Des avancées majeures de l'astrophysique sont accomplies grâce à ces télescopes: la découverte du fond diffus cosmologique, des pulsars et des quasars.

### Années 1970
- 1970 : le premier satellite d'observation dans le domaine X est lancé du Kenya. Il a pour nom Uhuru (ce qui signifie liberté en Swahili). La mission s'arrêtera en 1973 et aura permis de réaliser le premier balayage (survey) du ciel en X.
- 1972 : le satellite d'observation UV Copernicus est lancé. Il sera en opération jusqu'en 1981 et aura une très grande influence sur la connaissance de la physique du milieu interstellaire. Il posera les bases des missions futures dans le domaine UV du spectre.
- 1976 : mise en service d'un télescope de 6 mètres de diamètre à l'observatoire de Zelenchouk (URSS). Il est alors le plus grand du monde.

Premières tentatives réussies pour observer le rayonnement ultraviolet, elles se servent de fusées d'observation à la durée de vie très limitée mais capables de quitter l'atmosphère terrestre.

### Années 1980
- 1986 : la première étude détaillée d'une comète est réalisée lors du passage de la comète de Halley dans le voisinage Terrestre. Cinq sondes (dont la sonde Européenne Giotto) l'approchent suffisamment pour obtenir les premières images de son noyau.
- 1989 : mise en orbite du télescope spatial Hipparcos, dont l'objectif est la mesure précise des positions et distances de très nombreuses sources. La publication, après la fin de la mission en 1993, des deux catalogues obtenus permettra de redéfinir la structuration de l'univers proche.

Généralisation de la technologie CCD en ce qui concerne les détecteurs, et abandon systématique des plaques photo qui sont moins performantes.
Exploration généralisée de l'infrarouge lointain avec le satellite IRAS (1983 : InfraRed Astronomical Satellite).

### Années 1990
- 1990 : mise en orbite du télescope spatial Hubble, premier à observer dans le domaine visible (ainsi qu'en infrarouge et ultraviolet), augmentant grandement la résolution pouvant être obtenue. Il n'est plus en service actuellement, remplacé en 2021 par le James Webb Space Telescop.

La dernière partie du spectre commence à être explorée, il s'agit des rayonnements très énergétiques X et gamma. Des télescopes spatiaux sont nécessaires car ces rayons sont arrêtés par l'atmosphère. Les satellites XMM-Newton (plus orienté spectroscopie) et Chandra (plus orienté imagerie) sont des observatoires X.
Age d'or des grands télescopes optiques, leur diamètre maximal est amené à environ 8 mètres de diamètre. Cette limite vient du fait qu'on ne sait pas maîtriser parfaitement la fusion et surtout le refroidissement de trop grands volumes de verre. Mise en service du VLT au Chili, des télescopes Subaru et Gemini à Hawaii ; le Keck est le premier grand télescope à utiliser un miroir principal segmenté.
Avènement des systèmes d'optique adaptative qui permettent de s'affranchir de nombreuses contraintes liées à l'atmosphère terrestre. La limite théorique de résolution d'un télescope (venant de la diffraction) est maintenant atteignable.
- 1995 : lancement du satellite ISO (Infrared Space Observatory) opérant de l'infrarouge proche (2,5 micromètres) au lointain (240 micromètres). Il permettra jusqu'en 1998 de faire grandement progresser les connaissances sur la formation des étoiles, la chimie dans l'univers et la poussière interstellaire en particulier.

- 1996 : les deux télescopes du Keck sont terminés à Hawaii. Ils ont un diamètre de 10 m et sont les premiers grands télescopes à avoir un miroir primaire segmenté (c'est-à-dire non fait d'une seule pièce, mais de nombreuses plaques de verre).

- 1998 : le premier des quatre télescopes formant le VLT (Very Large Telescope) avec un diamètre de 8,2 mètres est mis en service sur le site de Paranal au Chili. La famille des « 8 mètres » a donné les plus grands télescopes du monde (encore aujourd'hui en 2005) avec miroir primaire une pièce.

## Années 2000et futur
En ce qui concerne les grands télescopes optiques des projets visant à augmenter la taille du miroir principal sont à l'étude. Le plus impressionnant est le projet E-ELT (European Extremely Large Telescope) dont le diamètre prévu est de 42 mètres au maximum.
On peut également prévoir l'envol avant 2019 des premiers observatoires spatiaux en constellation de satellites (plusieurs satellites séparés mais volant de concert et utilisant l'interférométrie à large base).